# Липове
Липове (слч. Lipové) насељено је мјесто са административним статусом сеоске општине (слч. obec) у округу Коморан, у Њитранском крају, Словачка Република.

## Становништво
| Година:    | 1994. | 2004.    | 2014.    | 2024.   |
| ---------- | ----- | -------- | -------- | ------- |
| Број људи: | 203   | 180      | 145      | 148     |
| Разлика:   |       | -11,33 % | -19,44 % | +2,06 % |

| Година:    | 2023. | 2024.   |
| ---------- | ----- | ------- |
| Број људи: | 144   | 148     |
| Разлика:   |       | +2,77 % |

Према подацима о броју становника из 2011. године насеље је имало 157 становника.